# Кубок світу з біатлону 2015—2016 — етап 3
Третій етап Кубка світу з біатлону 2015—16 відбувся в Поклюці, Словенія, з 17 по 20 грудня  2015 року. До програми етапу включено 6 гонок: спринт,  гонка переслідування та мас-старт у чоловіків та жінок,.

## Гонки

### Чоловіки
| Гонка:                                                                         | Золото:                    | Час               | Срібло:                       | Час               | Бронза:                       | Час               |
| Спринт 10 км Протокол [Архівовано 22 грудня 2015 у Wayback Machine.]           | Сімон Шемпп Німеччина      | 23:02.5 (0+0)     | Уле-Ейнар Б'єрндален Норвегія | 23:17.7 (0+0)     | Євген Гаранічев Росія         | 23:27.6 (0+0)     |
| Переслідування 12,5 км Протокол [Архівовано 22 грудня 2015 у Wayback Machine.] | Сімон Шемпп Німеччина      | 30:46.5 (0+0+0+0) | Мартен Фуркад Франція         | 31:03.1 (0+0+0+1) | Антон Шипулін Росія           | 31:09.9 (0+1+1+0) |
| Мас-старт, 15 км Протокол [Архівовано 22 грудня 2015 у Wayback Machine.]       | Жан-Гійом Беатрікс Франція | 35:33.7 (0+0+0+0) | Еміль Хегле Свендсен Норвегія | 35:34.0 (0+0+1+0) | Уле-Ейнар Б'єрндален Норвегія | 35:36.2 (1+0+1+0) |

### Жінки
| Гонка:                                                                       | Золото:                    | Час               | Срібло:                  | Час               | Бронза:                         | Час               |
| Спринт 7,5 км Протокол [Архівовано 20 грудня 2015 у Wayback Machine.]        | Марі Дорен-Абер Франція    | 20:17.8 (0+0)     | Лаура Дальмаєр Німеччина | 20:18.9 (0+0)     | Франціска Гільдебранд Німеччина | 20:90.8 (0+0)     |
| Переслідування 10 км Протокол [Архівовано 20 грудня 2015 у Wayback Machine.] | Лаура Дальмаєр Німеччина   | 30:08.9 (0+0+0+0) | Марі Дорен-Абер Франція  | 30:26.9 (0+0+0+0) | Кайса Мякяряйнен Фінляндія      | 31:04.1 (0+0+0+1) |
| Мас-старт 12,5 км Протокол [Архівовано 22 грудня 2015 у Wayback Machine.]    | Кайса Мякяряйнен Фінляндія | 34:40.2 (1+0+0+0) | Габріела Соукалова Чехія | 34:52.0 (0+0+0+0) | Ольга Подчуфарова Росія         | 35:07.9 (0+0+0+0) |

## Досягнення
Перша перемога на етапах Кубка світу
Найкращий виступ за кар'єру
|  |  |

Перша гонка в Кубку світу
|  |  |